# ودرن
ودرن (انگلیسی: Vedrenne)
ودرن یک نام خانوادگی است.